# 상쿠루주

상쿠루 주의 위치

상쿠루주(프랑스어: Sankuru)는 콩고 민주 공화국 중부에 위치한 주로 주도는 루삼보이며 면적은 105,000km2, 인구는 1,374,239명(2005년 기준), 인구 밀도는 13명/km2이다.
2006년에 개정되어 2015년에 시행된 콩고 민주 공화국 헌법에 따라 카사이오리앙탈 주에서 분리되어 신설되었다. 북쪽으로는 추아파 주, 북동쪽으로는 초포 주, 동쪽으로는 마니에마 주, 남동쪽으로는 로마미 주, 남쪽으로는 카사이오리앙탈 주, 남서쪽으로는 카사이상트랄 주, 서쪽으로는 카사이 주와 접한다.